# 早瀬圭人
早瀬 圭人（はやせ けいと、1998年1月19日 - ）は、日本の俳優。茨城県出身。 スターダストプロモーション所属。旧芸名は早瀬 慧。

## 来歴
2016年、ミスター理科大コンテスト2016に応募し、グランプリを獲得。その後、日本一のイケメン大学生を決めるミスターコンテスト「Mr. of Mr. CAMPUS CONTEST 2017」でミスターモデルプレス賞を獲得し、芸能活動を開始する。
2021年、早瀬圭人に改名し、スターダストプロモーションに所属。同年4月よりテレビ神奈川の情報番組『猫のひたいほどワイド』に「猫の手も借り隊」月曜→水曜イエローとして2024年3月まで出演していた。
2024年、10月よりTBS「王様のブランチ」にレギュラー出演中。

## 人物
- 趣味：漫画[2]
- 特技：バスケットボール[2]

## 出演

### テレビドラマ
- 神ノ牙-JINGA- EPISODE 10（2018年12月14日、TOKYO MX・BS11）
- デザイナー 渋井直人の休日 第5話（2019年2月14日、テレビ東京）
- 歌舞伎町弁護人 凛花 第5話（2019年5月18日、BSテレ東） - 田崎誠人 役
- 土曜ドラマ24 電影少女 -VIDEO GIRL AI 2018-（2018年1月14日 - 4月1日、テレビ東京）
- ウチの娘は、彼氏が出来ない!!第9話（2021年3月10日、日本テレビ）
- ハコヅメ〜たたかう！交番女子〜第1話（2021年7月7日、日本テレビ） - 翔クン 役
- 真夜中にハロー! 第4話（2022年2月4日、テレビ東京）
- 全っっっっっ然知らない街を歩いてみたものの Season2 第3話（2022年3月21日、フジテレビ）
- 合理的にあり得ない〜探偵・上水流涼子の解明〜 第4話（2023年5月8日、関西テレビ・フジテレビ）
- 訳アリ女ダイアリー（2024年3月2日、TBS） - 六条とおる 役
- 宙わたる教室 第5話 (2024年11月5日)
- スティンガース 警視庁おとり捜査検証室（2025年7月22日 - 、フジテレビ） - 吉永斗和 役[4]

### ウェブドラマ
- すべての恋は片想いからはじまるっぽい（2021年6月8日 - 8月20日、YouTube）- 茂木拓真 役
- クールな先輩とハツコイ模様（2021年11月5日 - 2022年1月7日、Spotify、オーディオドラマ） - 橋本 役[5]
- ワンナイト偽装結婚（2025年7月1日 - 、FOD SHORT） - 主演・七森弘哉 役[6]

### 映画
- 探偵はBARにいる3（2017年12月1日、東映）
- 祭りの後は祭りの前（2020年3月6日、スターキャット）
- 今日から俺は!!劇場版（2020年7月17日、東宝）

### テレビ番組
- ZIP!（2019年4月、日本テレビ） - 流行ニュースキテルネ！コーナーレポーター
- 猫のひたいほどワイド（2021年4月5日 - 2024年3月27日、テレビ神奈川） - 猫の手も借り隊　月曜イエロー（2023年3月まで）→水曜イエロー（2024年3月まで）
- 王様のブランチ (2024年10月5日-)

### ウェブ番組
- 私の年下王子さま（2018年7月7日 - 9月29日、AbemaTV）
- 恋するメソッド Season2（2021年9月27日 - 11月8日、AbemaTV）
- モデルプレスカウントダウン (2022年9月26日 AbemaTV)
- 大富豪のバツイチ孫娘 (2024年10月1日- ShortMax) 主演 桐島彰ニ役
- 禁忌 (2025年2月20日- FANY:D)主演 チャーリー役

### MV
- ぼくのりりっくのぼうよみ＆SKY-HIコラボ「何様」（2020年3月）
- Aimer「はなびらたちのマーチ」（2020年7月）
- Tonari no Hanako「傷を隠して」（2022年11月）
- 音田雅則「ウエディング」（2022年11月）

### CM
- 花王「メンズフォーメン」（2020年8月）
- LINE「LINEギフト」（2021年8月）
- サッポロ一番「カップスター」（2022年1月）